# Callicebus
Callicebus es un género de primates platirrinos nativos del este de Sudamérica, que habitan de manera endémica el oriente de Brasil y son conocidos con el nombre de titís.

## Historia descriptiva
Las especies varían considerablemente de coloración, pero se parecen en muchos aspectos físicos. El pelaje es largo y suave. La cola siempre es peluda y no es prensil.

## Comportamiento
Son diurnos y arbóreos, prefieren el bosque denso cerca del agua. Fácilmente saltan de rama y duermen en la noche, además de tomar una siesta a mediodía. Son territoriales. Viven en grupos familiares de padres e hijos, de dos a siete animales en total. Defienden su territorio con gritos y persiguiendo a los intrusos, pero rara vez participan en una verdadera lucha. Su arreglo personal y la comunicación son importantes para la cooperación en el grupo. Por lo general se puede ver a las parejas sentarse y dormir con las colas entrelazadas. Su dieta consiste principalmente de frutas, aunque también comen hojas, flores, insectos, pequeños vertebrados y huevos de aves.

### Ciclo vital
Son monógamos, se emparejan de por vida. La hembra tiene una sola cría después de una gestación de cinco meses; los mellizos son muy poco frecuentes. En estos casos para que el segundo bebé sobreviva debe ser adoptado, lo cual es posible en ciertas circunstancias. Generalmente es el padre que cuida a los pequeños y los entrega a la madre sólo para la lactancia. Son destetados después de 5 meses y se desarrollan completamente después de dos años. A los tres o más años, dejan su grupo familiar con el fin de encontrar a una pareja.

## Clasificación

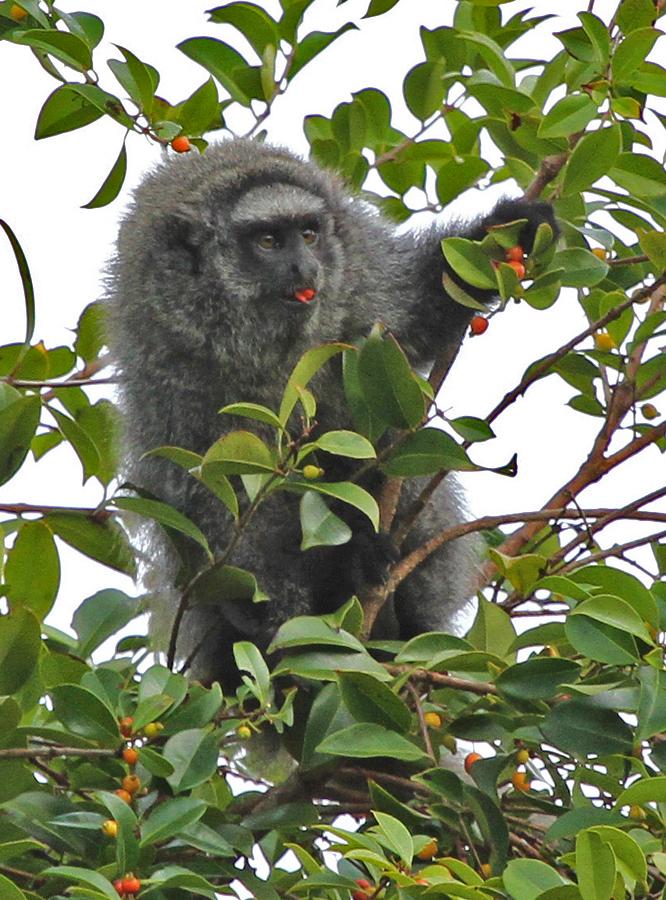
Callicebus melanochir en Cumuruxatiba, estado de Bahía, Brasil.

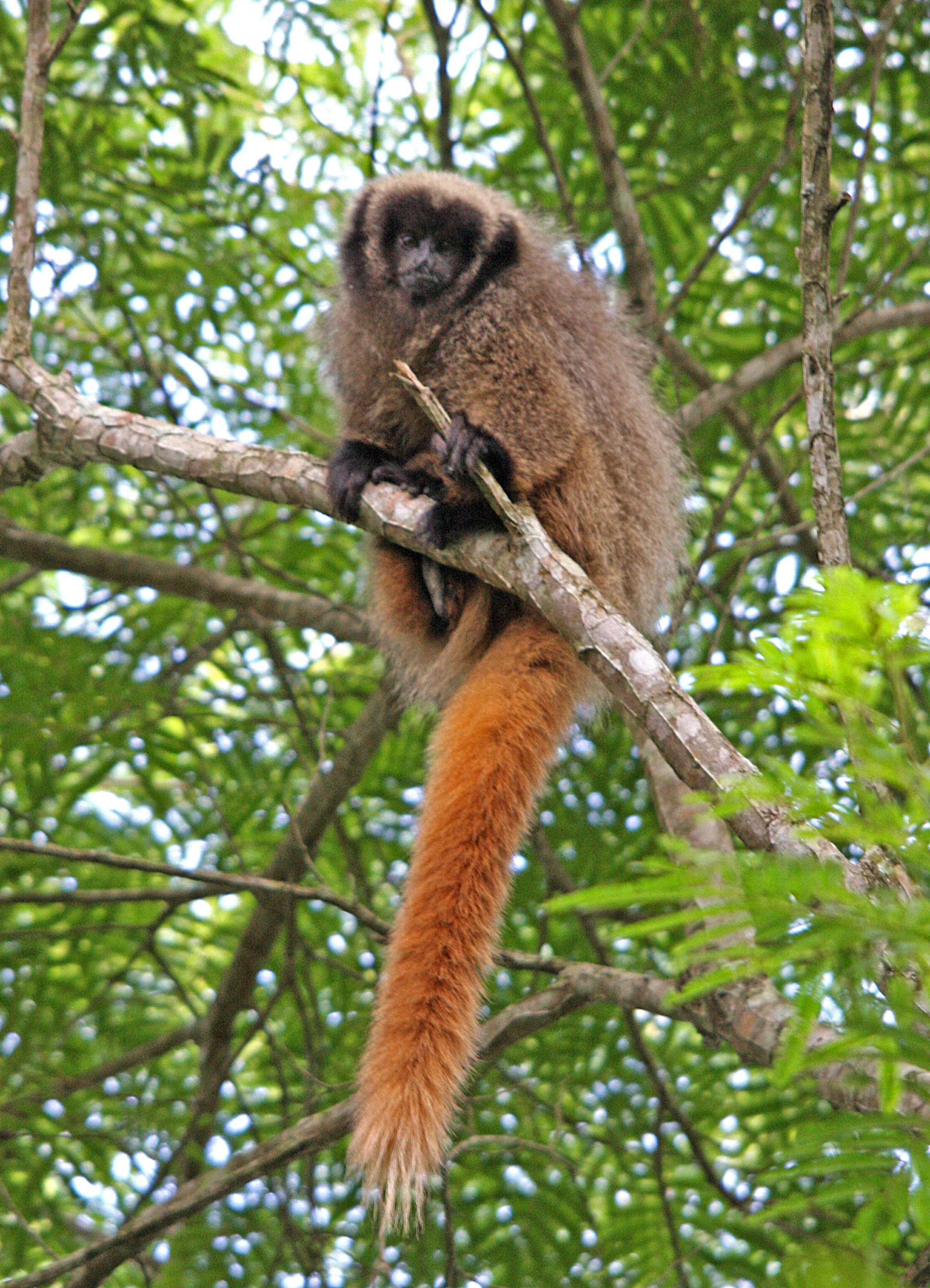
Callicebus nigrifrons en la ciudad de Prados, estado de Minas Gerais, Brasil.

Anteriormente, todas las especies vivientes de la subfamilia Callicebinae eran incluidas en el género Callicebus, del cual se reconocieron varios grupos de especies o subgéneros, según la época. Como resultado de un análisis genético publicado en el año 2016 por Hazel Byrne, Anthony B. Rylands, Jeferson C. Carneiro, Jessica W. Lynch Alfaro, Fabricio Bertuol, Maria N. F. da Silva, Mariluce Messias, Colin P. Groves, Russell A. Mittermeier, Izeni Farias, Tomas Hrbek, Horacio Schneider, Iracilda Sampaio y Jean P. Boubli, se propuso que el género Callicebus quede limitado únicamente a las especies del grupo de especies Callicebus personatus, endémicas del centro-este de Brasil. Con los integrantes del grupo de especies C. torquatus se constituyó un nuevo género: Cheracebus, mientras, que se creó otro nuevo género, Plecturocebus, para que acoja a los componentes de los grupos de especies C. donacophilus y C. moloch (incluyendo en este último grupo a todas las especies del antiguo grupo C. cupreus).
Hace 10,2 Ma, el sistema Pebas aisló el linaje de Cheracebus (que quedó en el norte) del que contenía a los linajes de Callicebus y Plecturocebus (que quedó en el sur). Posteriormente, los linajes de Callicebus y Plecturocebus se separaron hace 8,1 Ma, evolucionando alopátricamente desde entonces (el primero en la mata atlántica del oriente brasileño y el segundo en las cuencas amazónica y del río Paraguay), estando actualmente distanciados por más de 500 km de hábitats semiáridos desfavorables.
Familia Pitheciidae
- Subfamilia Callicebinae
  - Género Callicebus
    - Callicebus barbarabrownae - tití de Barbara Brown
    - Callicebus coimbrai - tití de Coimbra Filho
    - Callicebus melanochir - tití costero de manos negras
    - Callicebus nigrifrons - guigó de frente negra
    - Callicebus personatus - guigó